# Kapitol Stanów Zjednoczonych

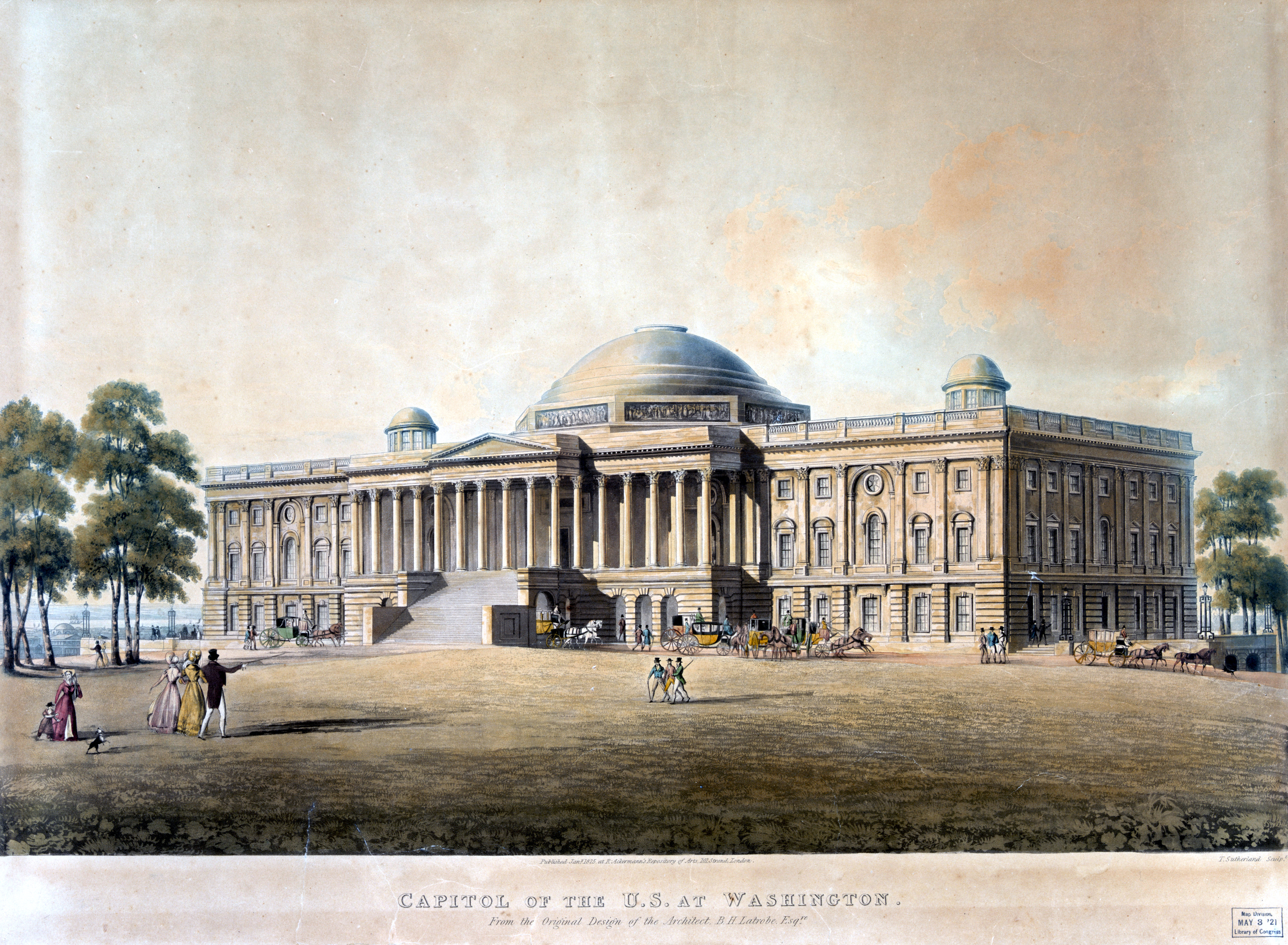
Kapitol, ryc. opubl. w 1825 r. na podstawie oryginalnego projektu architekta B. Latrobe'a

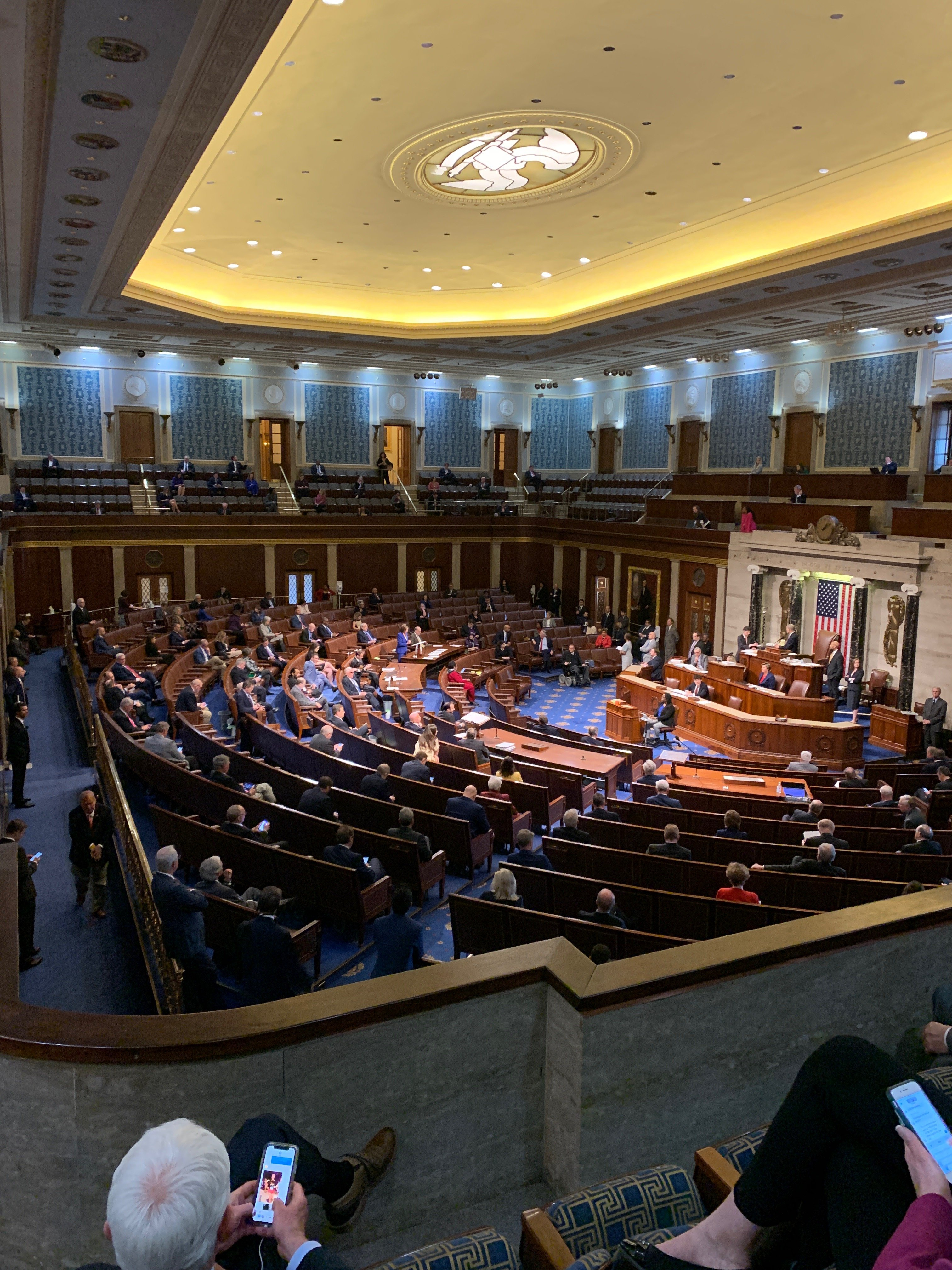
Izba Reprezentantów, 2020 r.

Kapitol Stanów Zjednoczonych (ang. United States Capitol) – budynek położony na Wzgórzu Kapitolińskim (ang. Capitol Hill) w Waszyngtonie, pełniący funkcję siedziby Kongresu Stanów Zjednoczonych (amerykańskiego parlamentu).
Budynek w oryginale został zaprojektowany przez dr. Williama Thorntona, a następnie zmodyfikowany przez Benjamina Latrobe’a oraz Charlesa Bulfincha. Obecna kopuła oraz skrzydła Izby Reprezentantów i Senatu są autorstwa Thomasa U. Waltera pod nadzorem Edwarda Clarka. Budowano go w latach 1793–1865.
Kamień węgielny pod budowę położył Jerzy Waszyngton. Po pożarze w 1814 r. Kapitol został przebudowany, dodano dwa skrzydła oraz kopułę zwieńczoną posągiem Columbii. Kopułę rotundy budynku Kapitolu zdobi Apoteoza Waszyngtona, ogromny fresk pędzla włoskiego malarza Constantino Brumidiego, namalowany w 1865 roku.
W wielu stolicach amerykańskich stanów stoją budynki rządowe wzorowane na Kapitolu.
Budynek Kapitolu mógł być jednym z celów ataku terrorystycznego 11 września 2001 roku. Istnieje spore prawdopodobieństwo, że samolot odbywający lot United Airlines 93 miał uderzyć w Kapitol. Jednak próba jego odbicia z rąk terrorystów podjęta przez znajdujących się na pokładzie pasażerów i członków załogi spowodowała, że samolot nie osiągnął celu terrorystów i rozbił się w Pensylwanii.
6 stycznia 2021 około godziny 13:00 czasu lokalnego (19:00 CET) po przemówieniu Donalda Trumpa, w trakcie którego ogłosił on, że wybory prezydenckie w listopadzie 2020 zostały sfałszowane i on jest ich faktycznym zwycięzcą, tłum zaczął maszerować na budynki na terenie Kapitolu. Kilkadziesiąt osób wdało się w bójki z policjantami, później kolejne grupy przebijały się przez policyjne kordony, aż w końcu dotarli do gmachu Kapitolu. W Kapitolu zbito szyby, wyważano drzwi, niszczono sale plenarne i demolowano biura. Podczas bójek zginęło 5 osób, wiele zostało rannych. W całym zdarzeniu uczestniczyły dziesiątki tysięcy osób.

## Historia Kapitolu

### Poprzednie Kapitole
Nim zbudowano i oddano do użytku obecny budynek, amerykański Kongres obradował w wielu miastach:
| Rok                                     | Budynek                                           | Miasto                         | Stan                           |
| Pierwszy Kongres Kontynentalny          | Pierwszy Kongres Kontynentalny                    | Pierwszy Kongres Kontynentalny | Pierwszy Kongres Kontynentalny |
| --------------------------------------- | ------------------------------------------------- | ------------------------------ | ------------------------------ |
| 5 września – 26 października 1774       | Carpenters’ Hall                                  | Filadelfia                     | Pensylwania                    |
| Drugi Kongres Kontynentalny             |                                                   |                                |                                |
| 10 maja 1775 – 12 grudnia 1776          | Pennsylvania State House (Wzgórze Niepodległości) | Filadelfia                     | Pensylwania                    |
| 20 grudnia 1776 – 4 marca 1777          | Henry Fite House                                  | Baltimore                      | Maryland                       |
| 5 marca – 18 września 1777              | Pennsylvania State House (Wzgórze Niepodległości) | Filadelfia                     | Pensylwania                    |
| 27 września 1777                        | Court House                                       | Lancaster                      | Pensylwania                    |
| 30 września 1777 – 27 czerwca 1778      | Court House                                       | York                           | Pensylwania                    |
| 2 lipca 1778 – 1 marca 1781             | Pennsylvania State House (Wzgórze Niepodległości) | Filadelfia                     | Pensylwania                    |
| Kongres Konfederacyjny                  |                                                   |                                |                                |
| 1 marca 1781 – 3 listopada 1781         | Pennsylvania State House (Wzgórze Niepodległości) | Filadelfia                     | Pensylwania                    |
| 5 listopada 1781 – 2 listopada 1782     | Pennsylvania State House (Wzgórze Niepodległości) | Filadelfia                     | Pensylwania                    |
| 4 listopada 1782 – 21 czerwca 1783      | Pennsylvania State House (Wzgórze Niepodległości) | Filadelfia                     | Pensylwania                    |
| 30 czerwca – 1 listopada 1783           | Nassau Hall                                       | Princeton                      | New Jersey                     |
| 3 listopada – 4 listopada 1783          | Nassau Hall                                       | Princeton                      | New Jersey                     |
| 26 listopada 1783 – 3 czerwca 1784      | Maryland State House                              | Annapolis                      | Maryland                       |
| 1 listopada – 24 grudnia 1784           | French Arms Tavern                                | Trenton                        | New Jersey                     |
| 11 stycznia – 4 listopada 1785          | City Hall (Federal Hall)                          | Nowy Jork                      | Nowy Jork                      |
| 7 listopada 1785 – 3 listopada 1786     | City Hall (Federal Hall)                          | Nowy Jork                      | Nowy Jork                      |
| 6 listopada 1786 – 30 października 1787 | City Hall (Federal Hall)                          | Nowy Jork                      | Nowy Jork                      |
| 5 listopada 1787 – 21 października 1788 | City Hall (Federal Hall)                          | Nowy Jork                      | Nowy Jork                      |
| 3 listopada 1788 – 2 marca 1789         | City Hall (Federal Hall)                          | Nowy Jork                      | Nowy Jork                      |
| Pierwszy Kongres Stanów Zjednoczonych   |                                                   |                                |                                |
| 4 marca 1789 – 20 sierpnia 1790         | Federal Hall                                      | Nowy Jork                      | Nowy Jork                      |
| 6 grudnia 1790 – 3 marca 1791           | Philadelphia County Building (Congress Hall)      | Filadelfia                     | Pensylwania                    |
| Drugi Kongres Stanów Zjednoczonych      |                                                   |                                |                                |
| 4 marca 1791 – 3 marca 1793             | Philadelphia County Building (Congress Hall)      | Filadelfia                     | Pensylwania                    |